# El amor y la ciudad
El amor y la ciudad es una película argentina dramática-romántica de 2006, coescrita y dirigida por Teresa Costantini y protagonizada por Patrick Bauchau y Teresa Costantini. La película cuenta la historia de tres personajes que viven en un mismo edificio. Por un lado, una pareja algo dispar: ella, una refinada decoradora de más de cuarenta y cinco años y él, un joven de treinta y pico, con un futuro incierto. Por otro lado, una joven artista plástica desocupada. El punto de encuentro de los tres personajes es un bar vecino, haciendo de este modo al dueño, testigo involuntario del triángulo, en cuyo armado mucho tendrá que ver un famoso personaje que vive en París. Fue estrenada comercialmente el 19 de abril de 2007.

## Sinopsis
El amor y la ciudad, habla de la soledad, de los malentendidos, de los silencios, del miedo al desamparo, de la angustia, del fin de las cosas.
En esta imaginaria Buenos Aires desierta y vacía, Juana, Sebastián y Elisa viven en el mismo edificio. Juana es una joven artista plástica desocupada, algo desquiciada y con graves problemas económicos. Elisa, una mujer frustrada en lo profesional y en lo afectivo que comparte su vida con Sebastián, más joven que ella y cuya ocupación es la venta de libros antiguos y especiales. Alguien llama de París, un hombre. Elisa se va sin dejar rastros. Sebastián, abandonado, inicia una relación con Juana. Pero el amor, el tiempo y las circunstancias cambiarán nuevamente la vida de estos solitarios.

## Reparto
| Actor                 | Personaje       |
| --------------------- | --------------- |
| Patrick Bauchau       | Carlos Miguel   |
| Teresa Costantini     | Elisa           |
| Adrián Navarro        | Sebastián       |
| Vera Carnevale        | Juana           |
| Jean Pierre Noher     | Pedro           |
| Jean Pierre Reguerraz | Tío Augusto     |
| José Palomino Cortéz  | Robustiano      |
| Claudia Lapacó        | Doctora Escobar |